# ボーイミーツガール (アダルトゲーム)
ボーイミーツガールは、2006年2月24日にフロントウイングが発売したアダルトゲーム。

## 登場人物

### 主人公
井上 雄太（いのうえ ゆうた）
声 - なし
本作の主人公。

### メインヒロイン
翼 美羽（つばさ みう）
声 - 一色ヒカル
記憶喪失で自分の名前以外の記憶がない。
春日野 陽菜（かすがの はるな）
声 - 観村咲子
時森学園に通っている2年生で、雄太の幼馴染である。
真行寺 真央（しんぎょうじ まお）
声 - 草柳順子
時森学園に通っている下級生で、陽菜に一目ぼれしている。
雲谷 千鶴（くもたに ちづる）
声 - 吉田皐月
時森学園に通っている3年生で、雄太の従姉である。
相馬 七海（そうま ななみ）
声 - 野神奈々
近所に住んでいる下級生。

## 主題歌
オープニングテーマ「君に再び逢えた奇跡」
歌 - YURIA
エンディングテーマ「Always」
歌 - 佐藤ひろ美
挿入歌「Over Drive☆」
歌 - YURIA

## スタッフ
- 原画 - しんたろー
- シナリオ - ヤマグチノボル、屑美たけゆき、日比生あお、反転星、木村ころや
- 音楽 - Elements Garden